# Stanisław Gabriel Worcell
Stanisław Gabriel Worcell (ur. 26 marca 1799 w Stepaniu na Wołyniu, zm. 3 lutego 1857 w Londynie) – polski działacz polityczny, publicysta, hrabia.

## Życiorys
Pochodził z hrabiowskiej rodziny przybyłej do Polski w czasach saskich. Kształcił się w Liceum Krzemienieckim. We wczesnym wieku zaczął się interesować ówczesną myślą europejską i ideami socjalizmu utopijnego. Był członkiem loży masońskiej. Podpisał 25 stycznia 1831 roku akt detronizacji Mikołaja I Romanowa. Uczestnik walk partyzanckich na Wołyniu. 11 sierpnia 1831 roku odznaczony Krzyżem Srebrnym Orderu Virtuti Militari. W 1831 r. został zatwierdzony jako poseł z powiatu rówieńskiego województwa wołyńskiego na sejm powstańczy.
Gościł u Leona Przerwy-Tetmajera w jego dworze w Łopusznej.
Po powstaniu listopadowym udał się na emigrację do Francji i Wielkiej Brytanii. Był członkiem sejmu powstańczego na emigracji. Był członkiem Towarzystwa Litewskiego i Ziem Ruskich w Paryżu w 1832 roku. Wielokrotnie zmieniał organizacje, w których działał: najpierw był w Towarzystwie Demokratycznym Polskim (TDP), skąd w 1835 r. go usunięto, następnie był jednym ze znaczących założycieli Gromad Ludu Polskiego, potem odszedł do Zjednoczenia Emigracji Polskiej, a na koniec powrócił znowu do TDP. Przyjaźnił się z włoskim politykiem Giuseppe Mazzinim.
Pod pseudonimem Gryzomir Tukan działał w Towarzystwie Szubrawców.
Autor rozprawy ideologicznej „O własności”.
Jego brat, Mikołaj Worcell, uwięziony w 1827 r., zesłany został do karnej kompanii na Kaukaz. Uwolniony w drodze łaski w 1843 r. wrócił do kraju. Zwrócono mu skonfiskowane po powstaniu listopadowym rodowe dobra.

Herb Worcell - odmiana herbu Dąb